# Roderick Duddle
Roderick Duddle è un romanzo di avventura di Michele Mari, pubblicato nel 2014.

## Storia editoriale
Nel 2014 il romanzo ha ottenuto il Premio Selezione Campiello, il Premio Letterario Basilicata, il Premio Asti d'Appello, il Premio Città di Penne e il Premio Letteraria.

## Trama
L'Oca Rossa è una taverna con annesso un modesto bordello. Il proprietario, Jones, recluta le sue ragazze tra le giovani orfane allevate nel convento di St. Mary e mandate a lavorare prima dell'adolescenza. Lo stesso accade anche nelle taverne dei luoghi vicini. Nel periodo in cui c'erano all'Oca Rossa due ragazze di nome Jenny, distinte come la Magra e la Grassa (per una trascurabile differenza fisica), avvenne che Jenny la Magra, rimasta incinta, ottenne misteriosamente di tenere il bimbo, al quale pose il nome di Roderick. Per dieci anni Roderick ha vissuto serenamente, finché la morte della Magra lo ha reso inviso a Jones, che lo caccia via, intimandogli di non farsi mai più vedere. Così iniziano le peregrinazioni del ragazzino in cerca di un lavoro, di un tetto e di un pane.
Nel frattempo, la più ricca e illustre signora del luogo, lady Pemberton, arrivata alla fine della vita senza eredi, ricorda di avere avuto da una relazione, quando era da tempo vedova, una figlia affidata al convento di St. Mary, con un dono in denaro e un medaglione assai prezioso, raffigurante un giglio su un lato, e un delfino sull'altro. Ora la gentildonna fa testamento lasciando ogni suo bene a questa figlia naturale che dovrebbe avere ventotto anni. Il signor Peabody, amministratore della donna, va a informarsi al convento di St. Mary e mette così la Badessa al corrente del fatto che l'orfana Jenny la Magra è l'erede di lady Pemberton. Ma la Badessa scopre che la Magra è morta da poco e il suo bambino è appena stato cacciato via ed è scomparso.
Anche Jones scopre la rovinosa situazione che ha creato e incarica due delinquenti, Salamoia e Scummy, di riportargli il bambino con il medaglione. Jones si aspetta di approfittare dell'eredità, qualora il bambino sia riconosciuto; la Badessa si aspetta la stessa cosa e così tutti quelli che entrano in contatto più o meno volontario con la faccenda. Ne nasce una serie di eventi nei quali si muovono vari figuri della peggior specie, compreso Peabody che sta vendendo quante più proprietà della sua padrona per sottrarne il ricavato. Eppure Peabody e molti altri cadono assassinati da chi si trovano di fronte e l'intricata faccenda si incupisce sempre più.
Lady Pemberton lotta tra la vita e la morte e subisce a sua volta vari attentati, ai quali sopravvive. Un giorno, causa le incessanti trame della Badessa, le viene portato un bambino muto, tale Michael, preso tra gli orfani di St. Mary, munito di un falso medaglione e condotto come Roderick dalla nonna per il riconoscimento. Invece il vero Roderick deve continuamente fuggire, perseguitato dai mandanti di Jones, poi da quelli della Badessa. La fuga porta Roderick dapprima da un povero e generoso pescatore, che lui chiama Jack; quindi a Pemberton House, dove conosce l'altro bambino e pensa che sia suo fratello, ma non comprende in quale modo; per finire, si imbarca come mozzo sulla Rebecca, dove, tra tempeste, ammutinamenti, cattiverie e bontà, tornato a terra gli viene assicurato che sarà il benvenuto per un altro viaggio.
Mentre Roderick si trova in mare, lady Pemberton muore e giunge alla villa un giovane con la madre, figlio illegittimo di lord Pemberton e autodenominatosi La Fayette. Costui rivendica l'eredità e a contrastarlo viene mandata la Rossa, la ragazza attualmente più in auge da Jones. Ma tutto cambia con vertiginosa velocità e il piccolo Michael, alias Roderick, è cacciato da Pemberton House e affidato a Jones. La stessa sorte toccherà anche al giovane La Fayette e alla di lui madre. Anche le trame della Badessa sembrano infinite: scoperto che Jones si è invaghito di una delle suore, suor Allison (in realtà una creatura ermafrodita), la Badessa attira Jones, l'intendente di polizia Havelock e il giudice di pace nel suo convento, per altri raggiri.
Ma stavolta Jones ha entrambi i bambini, giacché Roderick, tornato a Pemberton House, apprende da una cameriera che "suo fratello" è all'Oca Rossa e vi si precipita. E Jones può presentarsi al convegno con i due piccoli e i loro medaglioni. Il giudice, stanco della storia e del molto sangue sparso, li dichiara gemelli e coeredi alla sostanza Pemberton, con una ricca ricompensa per Jones, l'amministrazione affidata al convento e l'educazione dei ragazzi fino alla maggiore età conferita a suor Allison, divenuta ormai Miss Allison, data la sua peculiare natura incompatibile con lo stato monacale. Anche Jones rinsavisce, rinuncia all'ossessione per l'ermafrodito e si sposa con la Rossa, ponendo fine al passato.

## Personaggi
Taverna All'Oca Rossa
- Roderick (Winnicott), bambino di 10 anni figlio di Jenny la Magra, assume l'identità di Malcolm-Roderick e sulla nave Rebecca viene chiamato Roderick Duddle;
- Jeremiah Jones, proprietario della taverna e gestore dell'annesso bordello;
- Jenny la Magra (Jenny Winnicott), trovatella proveniente da St. Mary, ragazza al servizio di Jones, unica tra tutte a cui è concesso di tenere il figlio che ha concepito: Roderick;
- Jenny la Grassa, proveniente da St. Mary, al servizio di Jones, insieme a Jenny la Magra;
- Polly e Molly, ragazze di Jones, subentrate alle due Jenny;
- La Rossa, proveniente da St. Mary, al servizio di Jones, si spaccia per ordine di questi come Gwendaline Hawley (in quanto figlia dell'immaginario Humbert Gordon Hawley);
- Judith, zingarella, sguattera agli ordini di Virginia;
- Virginia, la cuoca;

Pemberton House
- Louise Anne Clementine Winnicott, vedova Pemberton: Lady Pemberton, gentildonna senza eredi; ha avuto due figli dal marito, entrambi morti e una figlia nata da una relazione illegittima, quando era vedova, registrata come Jenny Winnicott;
- William Archibald Peabody, amministratore dei beni di lady Pemberton;
- Padre Flanagan, cappellano di Lady Pemberton;
- Betty, cameriera in casa Pemberton;
- Rachel e Vernon, custodi di casa Pemberton;
- Hugh Berry, lontano parente di Lady Pemberton, possibile erede della donna;
- Patrick Brogan, sedicente La Fayette, figlio naturale di Lord Pemberton e di Eunice Brogan;
- Eunice Brogan (vedova di Henry), madre di Patrick;
- Bishop, incaricato da Patrick La Fayette di sostituire Peabody;

Convento di St. Mary
- Michael, orfanello muto di dieci anni;
- La Badessa, dedita alle trame più azzardate. Nel convento vengono allevati molti orfani, tra cui Jenny la Magra, La Rossa, Michael.
- Suor Allison: la più affascinante e intelligente delle suore del convento: in realtà un ermafrodito.
- Suor Angela, incaricata di istruire il piccolo Michael;
- Suor Philidor, ha varie mansioni, candidata alla successione della Badessa;
- Chester Grobar, detto Cheddar, giardiniere del convento

Equipaggio della nave Rebecca
- Amos, marinaio; Alan, marinaio; Basoski, cuoco; Dirk, marinaio; Frank, marinaio; Jordan (fratello minore di Amos), marinaio; Joshua, marinaio; Kirk, marinaio; Leroy, secondo ufficiale; Sean McLane, timoniere; Peter McLynn, capitano; Miller, marinaio; Pip, marinaio; Rick, marinaio; Ram-Singa, marinaio indiano; Syd, marinaio; Simon, marinaio;

Autorità, cittadini e altri personaggi della zona
- Charles Morgan Havelock, intendente di polizia;
- Bertram Alistair Bonham, giudice di pace;
- Horace Moriarty, leguleio;
- Jack (vero nome Tom), povero pescatore e sincero benefattore di Roderick;
- Lennie, giovane minorato psichico dalla forza erculea;
- Maggie, madre di Lennie;
- Salamoia e Scummy, delinquenti prezzolati, Salamoia assume il nome di Capitano Billy Bones per una sua impresa;
- Basil Moulden, medico pneumologo; ha due fratelli: Cecil, ginecologo e Virgil, dentista;
- Blomberg, tintore
- Dolan, delinquente che sottrae il medaglione a Jack e lo porta a Jones;
- Jupp, accattone e spione;
- Il Probo, sicario;

Le località (Cornovaglia)
- Cork, Castlerough, Castle-o'-Leary, Corrigan Cape, Dury, Fenham, Fontanona, Glerenmouth, Gleren (fiumicello), Morven Peak (un'altura).

## Edizioni
- Michele Mari, Roderick Duddle, Einaudi, Torino 2014